# Kenya Union of American Football
Die Kenya Union of American Football ist die nationale Dachorganisation für American Football in Kenia. 2015 wurde die Organisation in die International Federation of American Football aufgenommen.